# Tiszapalkonya
Tiszapalkonya là một thị trấn thuộc hạt Borsod-Abaúj-Zemplén, Hungary. Thị trấn này có diện tích 13,49 km², dân số năm 2010 là 1464 người, mật độ 109 người/km².